# 中英夾雜
中英夾雜，又稱中英混雜、中英相雜、英汉夹杂、中英文夹杂，是一種语码混用現象，指在汉语口語或中文書面語中，夹杂英语单词、短语或个别短句的现象。

## 各地情况
在香港，中英夾雜是常見現象，文詞較佳者甚至被稱為新三及第文體。作為對比，很多外語也有相雜的現象，在特定的環境或政治狀況下，更會形成皮欽語。
這種現象在曾經同樣受英國殖民統治的馬來西亞及新加坡亦有出現，當地華語亦有來自馬來語及印度語言等的詞彙。

## 评论
张艳玲《说“中英夹杂”》一文认为，中英夹杂作为一種语码混用現象，产生于开放的社会环境，英语作为全世界范围内的强势语言，被夹杂在汉语运用中不足为奇；文学作品中常被作家用来刻画带有“洋”味的人物形象。

## 外部連結
- 中英夾雜｜風鈴木網誌（页面存档备份，存于）
- 林沛理：如何盡享中英雙語並用的齊人之福（页面存档备份，存于）